# Alexander Key
Alexander Hill Key (La Plata, 21 settembre 1904 – Eufala, 25 giugno 1979) è stato uno scrittore statunitense.
Attivo soprattutto nel genere fantascientifico, gran parte della sua opera è stata concepita per essere diretta specialmente ad un pubblico giovanile. Key avrebbe dichiarato che «i giovani sono gli unici per i quali valga la pena scrivere».

## Biografia
Dopo la sua nascita in Maryland, i genitori di Key si trasferirono in Florida, dove lo scrittore passò i primi anni dell'infanzia. Il padre, commerciante di cotone, possedeva uno dei primi cotonifici della zona. Gli affari furono rovinati alla sua morte dai Night Riders, i quali perseguitavano chiunque avesse idee politiche o propugnasse teorie economiche diverse dalle loro. La madre di Key rimase uccisa in un incidente poco tempo dopo.
Alexander fu così costretto a passare il resto dell'infanzia con alcuni parenti.
Dal 1921 al 1923 Key si spostò a Chicago per frequentare il locale istituto d'arte. A diciannove anni vendette il suo primo dipinto ad un editore. Rimase a Chicago per 16 anni, in condizioni di miseria fino alla Grande depressione, quando fu costretto a scrivere per ottenere commissioni per i suoi disegni. Illustrò e scrisse per la gran parte delle riviste per ragazzi, e illustrò anche diversi testi scolastici.
Una volta lasciata Chicago, si stabilì sulla Costa del Golfo della Florida e negli anni successivi scrisse storie di mare per il Saturday Evening Post e per altri periodici.
Durante la Seconda guerra mondiale si arruolò in Marina, e alla fine della guerra stessa ritornò nuovamente in Florida.
Si sposò con Alice Towle il 21 dicembre 1945. Con la famiglia Key si stabilì alla fine in un angolo remoto delle Smoky Mountains, in una casa-studio.
Nel 1972 Key vinse il Lewis Carroll Shelf Award per The Forgotten Door (La Porta Dimenticata).
Nel 1975 la Walt Disney Pictures traspose sul grande schermo il suo romanzo Escape to Witch Mountain (uscito in Italia col titolo di Incredibile viaggio verso l'ignoto), e nel 1978 il relativo seguito Return from Witch Mountain (uscito in Italia col titolo di Ritorno dall'ignoto).
In Italia l'opera di Alexander Key - appassionato amante della natura - caratterizzata dal suo obiettivo di risvegliare nel lettore l'interesse per l'ambiente oltre l'ambito urbano, è poco conosciuta. In molti ricordano soprattutto il titolo The incredible tide, che appariva nei titoli dell'anime Conan il ragazzo del futuro, tratto dal suo romanzo che in Giappone ebbe maggior presa.

## Opere

### Lettere
- Lettere (1966-1981)

### Libri
- The Red Eagle (1930)
- Liberty or death (1936)
- With Daniel Boone on the Caroliny Trail (1941)
- The Wrath and the Wind (1949)
- Island light (1950)
- Sprockets, a little robot (1963)
- Rivets and sprockets (1964)
- The forgotten door (1965)
- Bolts-A robot dog (1966)
- Mistery of the sassafras chair (1967)
- Escape to witch mountain (1968)
- The golden enemy (1969)
- The incredible tide (1970) - Tradotto in italiano col titolo di: Conan, il ragazzo del futuro
- Flight to the lonesome place (1971)
- The strange white doves (1972)
- The preposterous adventure of swimmer (1973)
- The magic meadow (1975)
- Jagger: the dog from Elsewhere (1976)
- The sword of Aradel (1977)
- Return from the witch mountain (1978)

### Racconti brevi (1937 e non datati)
- "Caroliny Trail"
- "Hindu Story"
- "Hobnailed Boots"
- "Tiger Hunts"
- "The Wewavers' Song" (Alexander Key qui fece realizzò solo le illustrazioni sul libro di Margaret Thomsen Raymond)

### Cartoline di auguri (1967-1978 e non datate)
- "Christmas card illustration" disegni con inchiostro e carboncino, (1976 e non datati)
- Cartoline stampate (1967-1978)

### Altre opere (tutte non datate)
- Illustrazione con acquerello ed acrilici sulla pubblicazione "Design for decorative doorway by Alexander Key used by Classic Interiors, Clearwater"
- 14 disegni vari smarriti e non ritrovati
- Schizzo di prova sulla pubblicazione "Jacket design for book on Sun Yat-Sen".